# Le Breuil (Allier)
Pour les articles homonymes, voir Le Breuil.
Le Breuil est une commune française, située dans le département de l'Allier en région Auvergne-Rhône-Alpes.

## Géographie

### Localisation
Le Breuil est située aux portes de la Montagne bourbonnaise, au sud-est du département de l'Allier.
Sept communes sont limitrophes :
|                                 | Saint-Prix      | Droiturier |
| Saint-Christophe-en-Bourbonnais | Breuil          | Châtelus   |
| Isserpent                       | Châtel-Montagne | Arfeuilles |

### Géologie et relief
La commune s'étend sur 3 455 hectares ; son altitude varie entre 290 et 510 mètres.

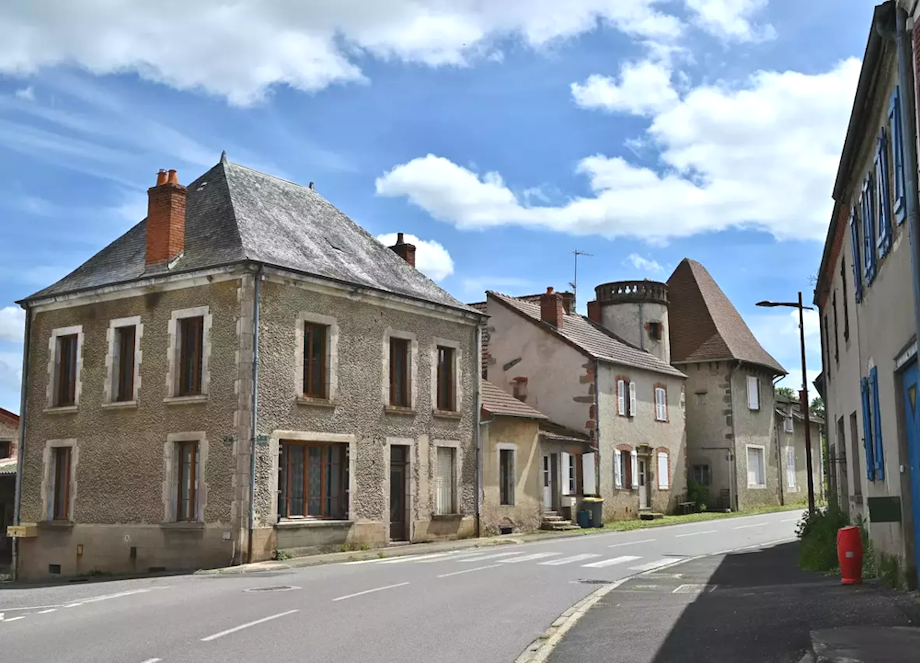
La rue Louis-Mandrin.
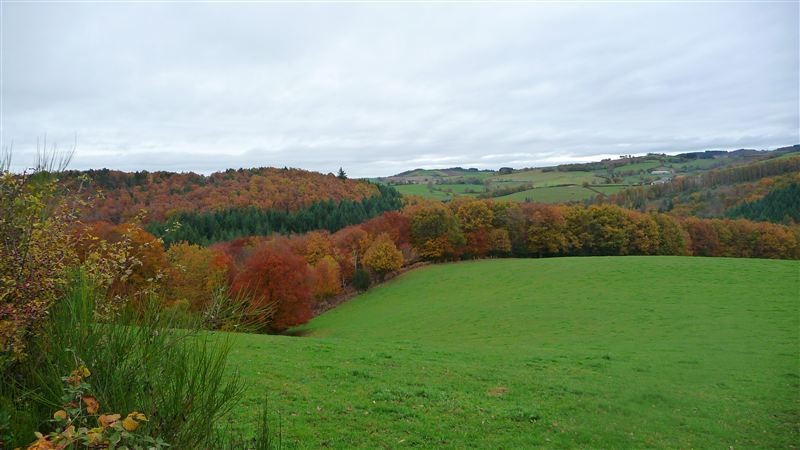
La campagne du Breuil.

### Hydrographie
Le confluent de la Besbre et du Barbenan se trouve sur la commune.

### Climat
Pour des articles plus généraux, voir Climat d'Auvergne-Rhône-Alpes et Climat de l'Allier.
En 2010, le climat de la commune est de type climat océanique dégradé des plaines du Centre et du Nord, selon une étude du CNRS s'appuyant sur une série de données couvrant la période 1971-2000. En 2020, Météo-France publie une typologie des climats de la France métropolitaine dans laquelle la commune est dans une zone de transition entre le climat océanique altéré et le climat de montagne ou de marges de montagne et est dans la région climatique Centre et contreforts nord du Massif Central, caractérisée par un air sec en été et un bon ensoleillement.
Pour la période 1971-2000, la température annuelle moyenne est de 11,1 °C, avec une amplitude thermique annuelle de 16,4 °C. Le cumul annuel moyen de précipitations est de 868 mm, avec 10,9 jours de précipitations en janvier et 8 jours en juillet. Pour la période 1991-2020, la température moyenne annuelle observée sur la station météorologique de Météo-France la plus proche, sur la commune d'Arfeuilles à 6 km à vol d'oiseau, est de 11,2 °C et le cumul annuel moyen de précipitations est de 951,6 mm,. Pour l'avenir, les paramètres climatiques de la commune estimés pour 2050 selon différents scénarios d'émission de gaz à effet de serre sont consultables sur un site dédié publié par Météo-France en novembre 2022.

## Urbanisme

### Typologie
Au 1er janvier 2024, Le Breuil est catégorisée commune rurale à habitat très dispersé, selon la nouvelle grille communale de densité à 7 niveaux définie par l'Insee en 2022.
Elle est située hors unité urbaine. Par ailleurs la commune fait partie de l'aire d'attraction de Vichy, dont elle est une commune de la couronne,. Cette aire, qui regroupe 50 communes, est catégorisée dans les aires de 50 000 à moins de 200 000 habitants,.

### Occupation des sols

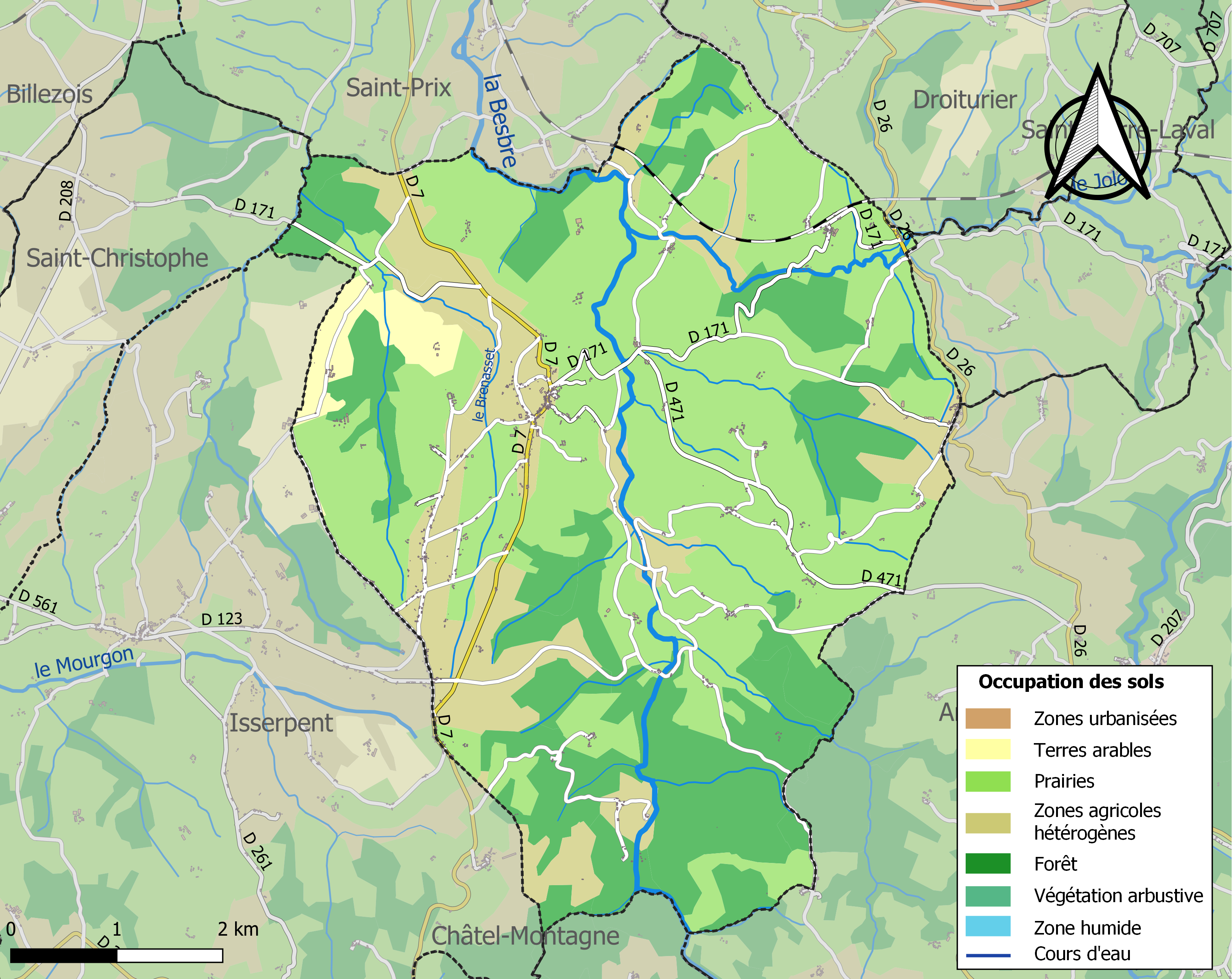
Carte des infrastructures et de l'occupation des sols de la commune en 2018 (CLC).

L'occupation des sols de la commune, telle qu'elle ressort de la base de données européenne d’occupation biophysique des sols Corine Land Cover (CLC), est marquée par l'importance des territoires agricoles (72,1 % en 2018), une proportion sensiblement équivalente à celle de 1990 (72 %). La répartition détaillée en 2018 est la suivante : prairies (52,1 %), forêts (27,9 %), zones agricoles hétérogènes (17,5 %), terres arables (2,5 %).
L'IGN met par ailleurs à disposition un outil en ligne permettant de comparer l’évolution dans le temps de l’occupation des sols de la commune (ou de territoires à des échelles différentes). Plusieurs époques sont accessibles sous forme de cartes ou photos aériennes : la carte de Cassini (XVIIIe siècle), la carte d'état-major (1820-1866) et la période actuelle (1950 à aujourd'hui).

### Voies de communication et transports

#### Voies routières

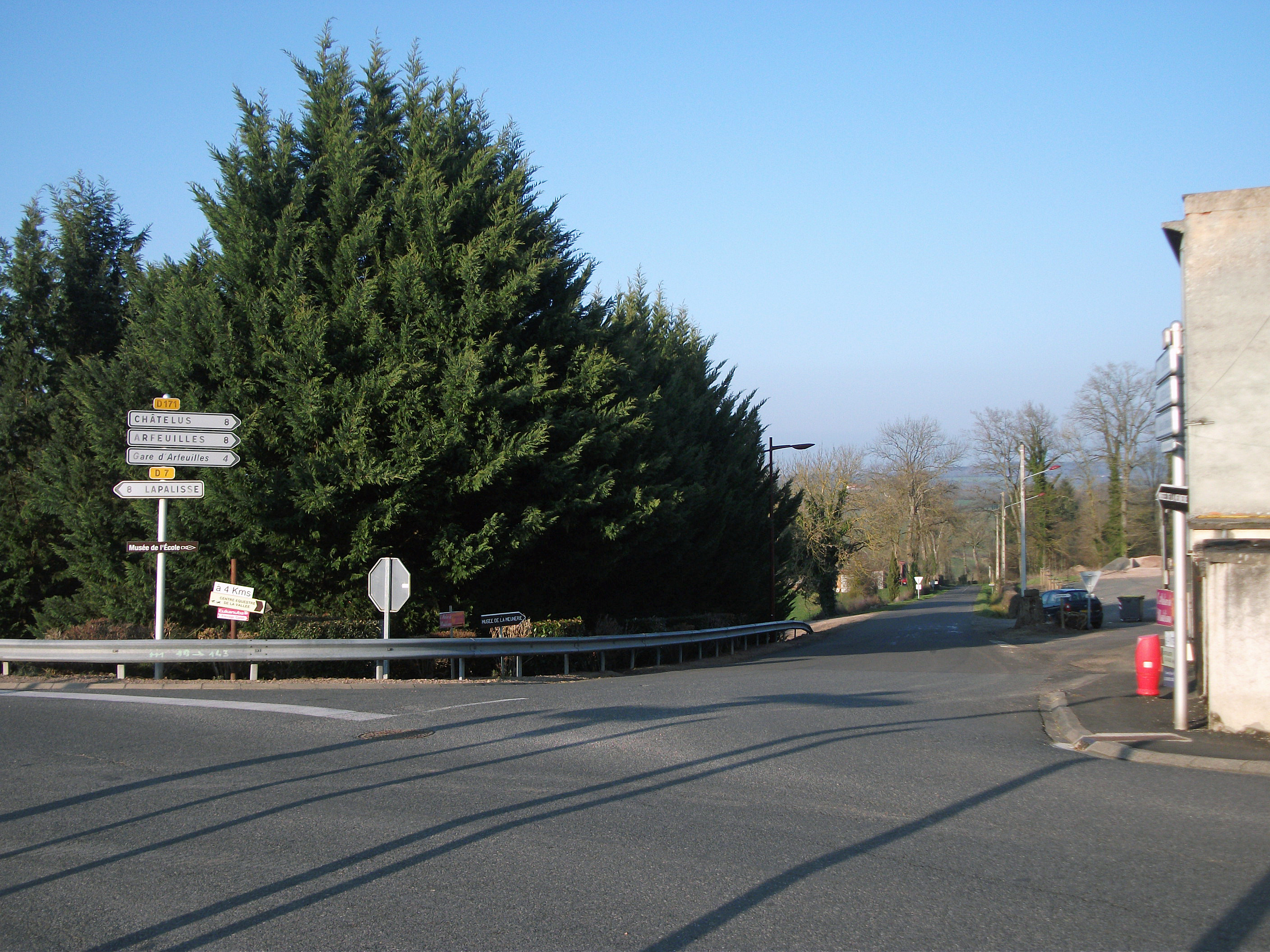
La D 171 vers Châtelus.

Le territoire communal est traversé par quatre routes départementales :
- la D 7 (liaison de Lapalisse au Mayet-de-Montagne) ;
- la D 123 (vers Isserpent) ;
- la D 171 (vers Châtelus) ;
- la D 471 (vers Arfeuilles).

#### Anciennes gares
Le Breuil a eu deux gares ferroviaires :  
- la gare d'Arfeuilles - Le Breuil, gare PLM puis SNCF, située aux Sigots, à 3 km au nord-est du bourg. Elle fut ouverte en 1858, en même temps que la ligne de la PLM (ligne alors entre Lapalisse et Roanne), aujourd'hui la ligne de Moret - Veneux-les-Sablons à Lyon-Perrache (ligne entre Saint-Germain des Fossés et Lyon). Cette gare a été fermée en juin 1980 ;
- la gare du Breuil de la SE, de la ligne de Lapalisse au Mayet-de-Montagne, une ligne à voie métrique unique du réseau ferré secondaire de l'Allier, créée et opérée par la Société générale des chemins de fer économiques (SE) qui exista de 1906 à 1939.

## Histoire
Guillaume Ier Aycelin de Montaigut épouse Alix (Haelis) du Breuil, décédée le 10 septembre 1300 (2 septembre julien), dont la dalle funéraire, classée monument historique, se trouve dans la chapelle Sainte-Anne.

## Politique et administration

### Administration municipale
| Période                                  | Période                     | Identité           | Étiquette | Qualité  |
| ---------------------------------------- | --------------------------- | ------------------ | --------- | -------- |
| Les données manquantes sont à compléter. |                             |                    |           |          |
| mars 2001                                | mars 2014                   | Michel Saint-André |           |          |
| mars 2014                                | En cours (au 19 avril 2025) | Jacky Perrot       | DVD       | Retraité |

### Rattachements administratifs et électoraux
Sur le plan administratif, Le Breuil dépendait du district de Cusset en 1793 puis de l'arrondissement de Lapalisse depuis 1801, lequel est transféré à Vichy depuis 1941 ; ainsi que du canton de Lapalisse de 1793 à 2015. Le redécoupage cantonal de 2014 maintient la commune dans ledit canton.
Sur le plan judiciaire, Le Breuil dépend de la cour administrative d'appel de Lyon, de la cour d'appel de Riom, du tribunal administratif de Clermont-Ferrand, de la cour d'assises de l'Allier, du tribunal d'instance de Vichy et des tribunaux de grande instance et de commerce de Cusset.
En outre, Le Breuil a rejoint la communauté de communes du Pays de Lapalisse en 2000.

## Population et société

### Démographie
Les habitants de la commune sont appelés les Breuillois et les Breuilloises ou les Brogéliens.
L'évolution du nombre d'habitants est connue à travers les recensements de la population effectués dans la commune depuis 1793. Pour les communes de moins de 10 000 habitants, une enquête de recensement portant sur toute la population est réalisée tous les cinq ans, les populations de référence des années intermédiaires étant quant à elles estimées par interpolation ou extrapolation. Pour la commune, le premier recensement exhaustif entrant dans le cadre du nouveau dispositif a été réalisé en 2006.

En 2022, la commune comptait 531 habitants, en évolution de −0,56 % par rapport à 2016 (Allier : −1,38 %, France hors Mayotte : +2,11 %).
| 1793  | 1800  | 1806  | 1821  | 1831  | 1836  | 1841  | 1846  | 1851  |
| ----- | ----- | ----- | ----- | ----- | ----- | ----- | ----- | ----- |
| 1 043 | 1 800 | 1 009 | 1 026 | 1 340 | 1 233 | 1 192 | 1 263 | 1 276 |

| 1856  | 1861  | 1866  | 1872  | 1876  | 1881  | 1886  | 1891  | 1896  |
| ----- | ----- | ----- | ----- | ----- | ----- | ----- | ----- | ----- |
| 1 309 | 1 318 | 1 323 | 1 375 | 1 370 | 1 437 | 1 461 | 1 486 | 1 520 |

| 1901  | 1906  | 1911  | 1921  | 1926  | 1931  | 1936  | 1946  | 1954  |
| ----- | ----- | ----- | ----- | ----- | ----- | ----- | ----- | ----- |
| 1 563 | 1 384 | 1 339 | 1 190 | 1 160 | 1 145 | 1 067 | 1 048 | 1 005 |

| 1962 | 1968 | 1975 | 1982 | 1990 | 1999 | 2006 | 2011 | 2016 |
| ---- | ---- | ---- | ---- | ---- | ---- | ---- | ---- | ---- |
| 936  | 805  | 680  | 613  | 571  | 553  | 549  | 541  | 534  |

| 2021 | 2022 | - | - | - | - | - | - | - |
| ---- | ---- | - | - | - | - | - | - | - |
| 531  | 531  | - | - | - | - | - | - | - |

### Enseignement
Le Breuil dépend de l'académie de Clermont-Ferrand.
Les élèves commencent leur scolarité à l'école primaire Salvador-Dali. Ils la poursuivent au collège de Lapalisse puis au lycée Albert-Londres de Cusset.

### Sports
Le Breuil possède un stade et un centre équestre.

## Économie
La commune vit de l'agriculture, de l'artisanat et du tourisme. Deux entreprises y sont installées.
Elle comprend un commerce multi-services. La base permanente des équipements de 2014 recensait une boulangerie.

## Culture locale et patrimoine

### Lieux et monuments

#### Chapelle romane
- Chapelle romane du XIIe siècle, inscrite comme monument historique ; elle renferme la pierre tombale (2,10 × 1,10 m) d'Alix du Breuil, datée de 1300. Texte de l'inscription[29] :

AYCELINI MILITIS DOMINI

MONTIS ACUTI QUE OBIIT DIE SABBATI POST FES

TUM NATIVI[TATIS] BEATE

« Ici repose dame Alix du Breuil, autrefois épouse du seigneur Aycelin, chevalier seigneur de Montaigu. Elle mourut le jour de sabbat après la fête de la nativité de la bienheureuse Vierge Marie, l’an du seigneur 1300. Que son âme repose en paix. Amen. Amen »

La dame est représentée sous une arcature. Elle porte une longue robe, sur laquelle est passé un mantelet. L'inscription est gravée sur le pourtour de la dalle, de droite à gauche, en commençant par la bordure droite, et se termine à l'intérieur sur l'arcature.

#### Ancienne église Saint-Blaise
L'église Saint-Blaise a été construite en 1910 et ouverte en 1911 grâce à une collecte de dons des habitants.
Lieu de célébration de mariages et de communions, ce site a connu plusieurs incidents : le 4 mai 1998, une partie de la voûte s'était effondrée dans le chœur, rendant l'accès à l'église interdit au public. Le contrefort nord s'écroule à son tour en 2011. Faute d'entretien, le diocèse a décidé de désacraliser l'église le 26 septembre 2011. L'église a été démolie le 28 janvier 2013,, ; les cloches ont été transportées dans la chapelle Sainte-Anne.

#### Autres lieux
- Musée de la meunerie, au moulin de Montciant, sur le Barbenan. Ce moulin datant de 1825 possède deux roues à augets et conserve toute sa machinerie ; on peut y suivre tout le processus qui transforme le blé en farine. La réfection des deux roues à augets a été récompensée par le prix Émile-Mâle 2020.
- L'ancien abattoir devenu un lieu d'exposition.
- Jardins du domaine de la Chaize, à l'est du bourg[33].
- Motte dominant la vallée de la Besbre[34].

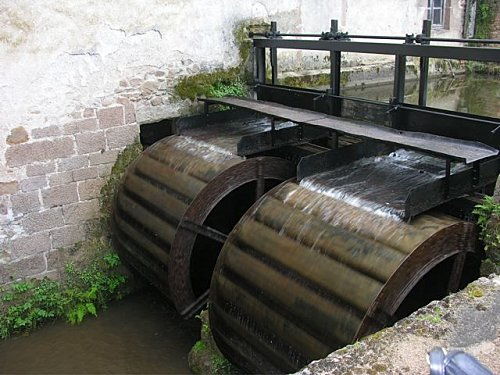
Les roues à augets du moulin de Montciant.
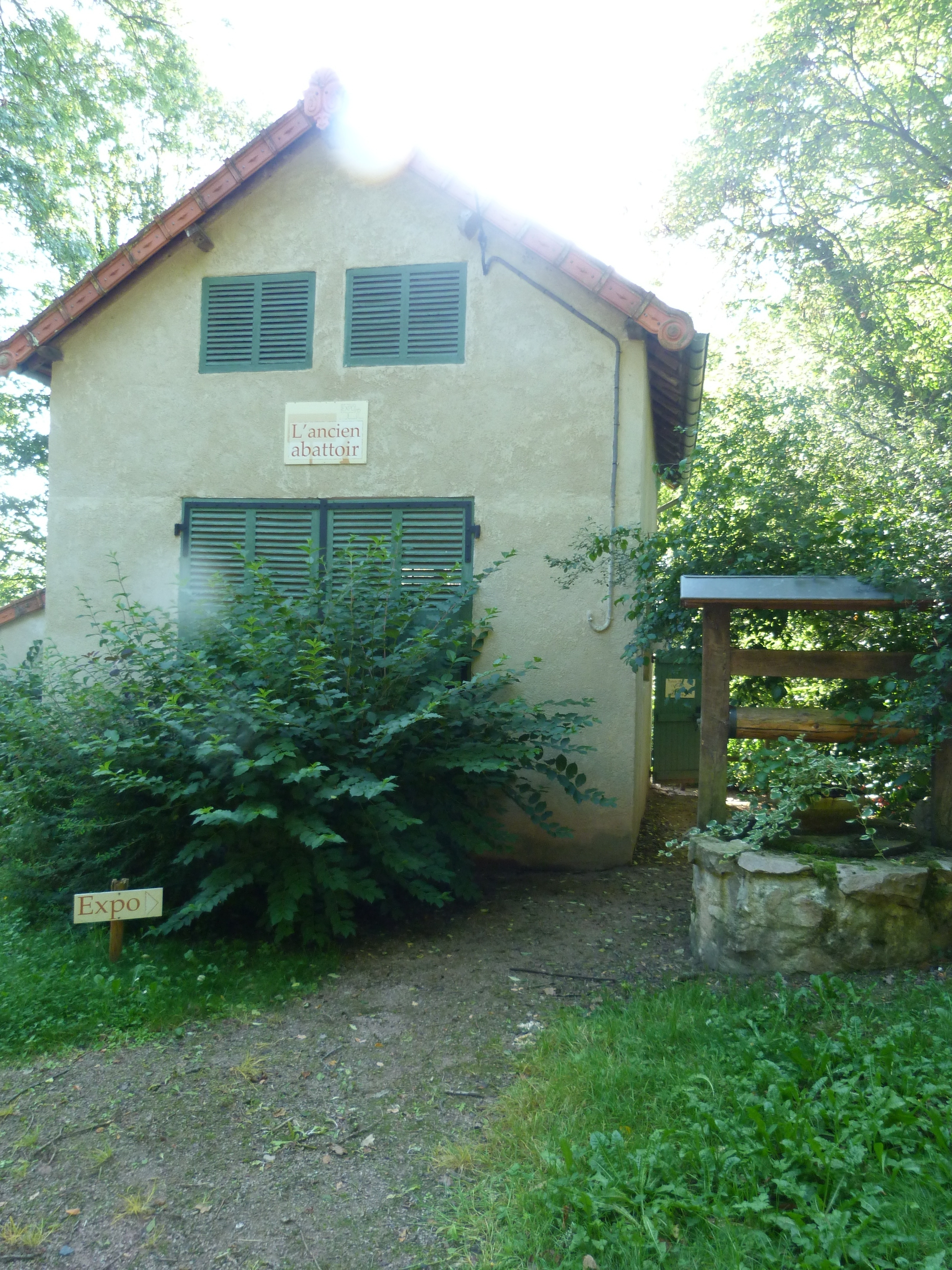
L'ancien abattoir devenu lieu d'exposition.
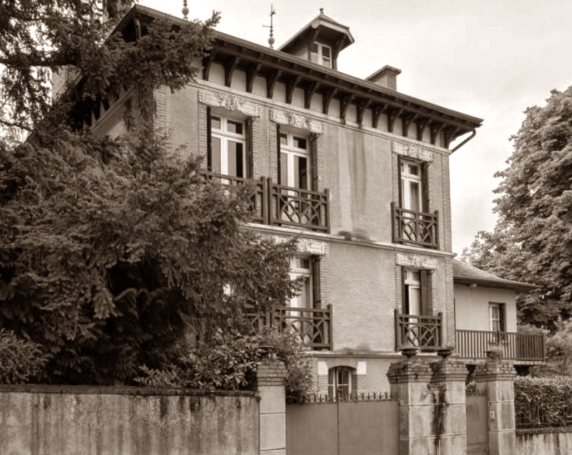
La villa Malvina de Joseph Vitta.

### Personnalités liées à la commune
- Joseph Vitta (1860-1942), banquier, collectionneur d'art et mécène, a passé la fin de sa vie au Breuil, dans la villa Malvina, où il est mort. Il est inhumé au cimetière du village, face au caveau de la famille Bléquette où repose son épouse Malvina, originaire du Breuil.
- Antoine Brun (1881-1978), instituteur puis directeur de l'école du Breuil, maire du Breuil, conseiller général du canton de Lapalisse. Astronome amateur, la qualité de ses observations et de ses travaux le font reconnaître par la communauté scientifique. Mort au Breuil, il est inhumé au cimetière du village au côté de son épouse.

### Héraldique
| Blason de Le Breuil | Blason  | De gueules à l’aigle d’or membrée d’azur.        |
| Blason de Le Breuil | Détails | Le statut officiel du blason reste à déterminer. |